# ギュンター・シュタイナー
ギュンター・シュタイナー（Guenther Steiner、1965年4月7日 - ）は、イタリア出身アメリカ合衆国在住の自動車実業家、モータースポーツマネージャー。ファイバーワークス・コンポジット社代表。

## 経歴
南チロルのメラーノで肉屋の息子として生まれた。工学を学んだが、学位は取得しなかった。

### ラリー
1986年から1988年にかけて当時ベルギーを拠点として世界ラリー選手権（WRC）に参戦していたマツダ（マツダ・ラリー・チーム・ヨーロッパ）にメカニックとして加入し、モータースポーツにおけるキャリアを始めた。
以降もラリーに参戦しているチームを渡り歩き、1989年から1990年にかけてイタリアのトップランでアシスタントチームマネージャーを務めた。このチームはマツダのラリー車（323 4WD）を走らせており、シュタイナーはグループNの様々なラリーに参戦するプライベーターたちの支援を担当した。
1991年から1996年にかけてはWRCにランチアやフォードで参戦していたジョリー・クラブに所属し、最初はレコノサンス（コースの下見）の責任者を務め、1994年にテクニカルマネージャーとなった。
1997年にプロドライブ（スバル）のオールスター・ラリーチームのマネージャーとなり、同年に所属ドライバーのクシシュトフ・ホロウィツィックがインプレッサをドライブしてヨーロッパラリー選手権（ERC）を制覇した。
1998年にMスポーツにプロジェクトマネージャーとして移籍し、2000年に同チームのエンジニアディレクターに昇進する。MスポーツではフォードのWRCチームのプログラムに加わり、フォーカスWRCを開発。2000年と2001年シーズンの両年ともマニュファクチャラーズランキング2位を得た。

### ジャガー
2001年にフォーミュラ1（F1）のジャガー・レーシングでチーム代表を務めていたニキ・ラウダにヘッドハントされ、2001年12月3日、マネージングディレクターに任命された。当時のジャガーはフォード傘下であり、シュタイナーによれば、当時ラウダがフォード内に適当な人材がいないか問合せ、それでシュタイナーに白羽の矢が立ったという経緯である。
シュタイナーは主にファクトリーの管理を任され、チームのコストを削減することに成功した。しかし、2002年にチームは低迷し、同年末にフォード社はチーム立て直しの一環としてラウダの解任を決定し、体制の刷新を図る。その余波を受け、シュタイナーはチームを去ることになった。
新体制側はシュタイナーを慰留したが、シュタイナーはそれを辞退し、2003年はガーデニング休暇を過ごす。2003年末にオペルに雇われ、オペル・パフォーマンスセンターのテクニカルディレクターとしてDTMにおけるオペルの活動を担当した。

### レッドブル
2004年11月にレッドブルがジャガー・レーシングを買収し、シュタイナーは新たに発足したレッドブル・レーシングに勧誘された。これはオーナーのディートリヒ・マテシッツはオーストリア人であり、ドイツ語を話せるシュタイナーは好都合だったというのも理由のひとつだったとされる。オペルが2005年限りでDTMから撤退することも決まっていたため、シュタイナーはその申し出を受け、2005年2月にレッドブルにテクニカルディレクターとして加入した。
しかし、2005年11月にレッドブルはエイドリアン・ニューウェイを獲得したため、シュタイナーはテクニカルディレクターの地位をニューウェイに譲ることになる。そこでマテシッツはシュタイナーに新たに設立されたNASCARのレッドブルチームを担当しないか提案し、それに同意したシュタイナーは米国に移住する。
シュタイナーは新チームの構築を手掛け、2006年から2008年にかけてNASCARのレッドブルチームでテクニカルディレクターを務めた。
シュタイナーは2008年4月にチームを去ったが、その後もレッドブルチームのファクトリーが置かれたノースカロライナ州ムーアズビルに留まり、2009年1月にファイバーワークス・コンポジット社（Fibreworks Composites）を創業した。同社はレーシングカー用のカーボンコンポジットの設計と製造に特化した企業である。

### US F1チーム
2009年半ば、創業間もないファイバーワークス・コンポジット社は翌年からのF1参戦を目指していたUS F1チーム（USF1）からいくつかの仕事を打診され、これによりシュタイナーはUSF1に関わり始めた。
USF1の参戦準備はケン・アンダーソンとピーター・ウィンザーによって進められていたが、参戦を予定していた2010年の年明けになっても準備は一向に整わなかった。そこで、チームの出資者であるチャド・ハーリー（YouTube創業者の一人）から相談を受けたシュタイナーは、当時、ダラーラ製の車体を擁してF1初参戦に向けた準備を順調に進捗させていたカンポス（HRT F1）を買収してはどうかと提案した。
これはカンポスが資金難を抱えていたためで、ハーリーの賛同を得て、シュタイナーはヨーロッパへ赴いて同チームと交渉を行った。その際、旧知のバーニー・エクレストンやステファノ・ドメニカリ（フェラーリのチーム代表）とも直接相談し、結論として、新チームを取り巻く情勢があまりにも複雑化していたため、この年の参戦は見送ったほうがよい旨をハーリーに報告した。
結果として、USF1は参戦を断念したものの、シュタイナーは「アメリカ国籍のF1チーム」というアイデアには可能性を感じ、ドメニカリからも「出資者さえいれば、フェラーリはカスタマーシャシーを供給可能」という約束を取り付けていたため、このことはほどなく意味を持つことになる。

### ハース

#### 設立の経緯

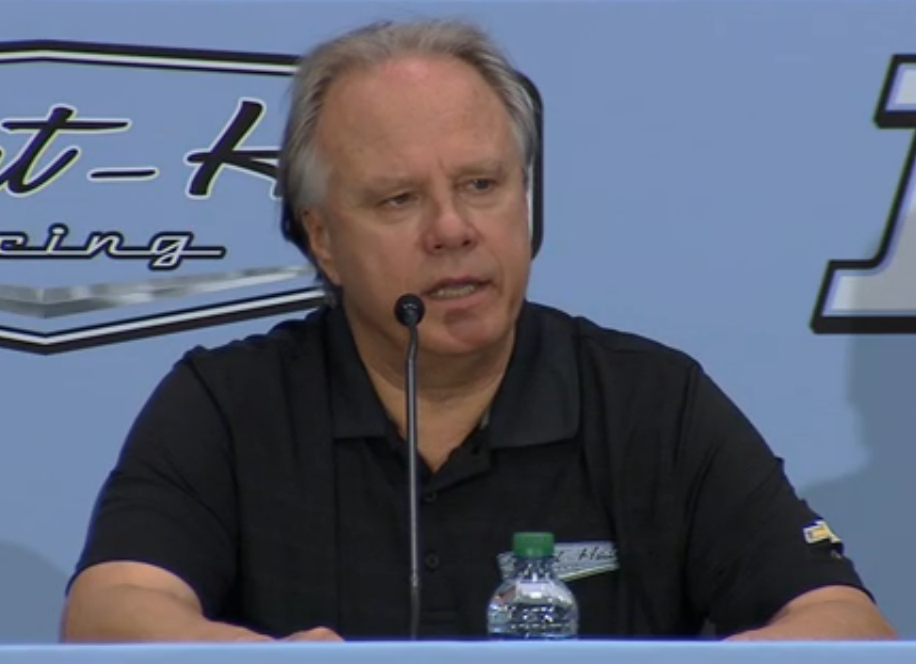
ジーン・ハース（2015年）

アメリカ国籍のF1チームを設立することに可能性を感じたシュタイナーは、NASCAR時代の知り合いでスチュワート＝ハース・レーシングを率いていたジョー・カスターの伝手で、チームオーナーのジーン・ハースと知り合った。
シュタイナー、ハース、カスターの3人は2012年初めに最初の話し合いを持ち、シュタイナーは（独自シャシーによる参戦を検討していたUSF1と異なり）F1で実績のある既存のコンストラクターにシャシーの製造を依頼することで参戦してはどうかと提案する。ハース自身も昔からF1参戦への意欲を持っており、USF1への出資を検討したものの断念したという経緯があり、数か月の検討の末、シュタイナーが提案したF1参戦計画に出資することに同意した。
シュタイナーはハースのために核となるスタッフのリクルートを進め、同時にダラーラ、フェラーリとの契約を結び、シャシーとエンジンを確保した。フェラーリからはエンジンとギアボックスのほか、レギュレーションで許される範囲でパーツを供給されることとなり、技術的な支援も受けるということが計画された。

#### チーム代表
2014年4月にハースのF1参戦は国際自動車連盟（FIA）から承認され、シュナイナーはチーム代表に就任。2016年シーズンより、F1では1986年のチーム・ハース（同名の別組織）以来、30年振りのアメリカ国籍のコンストラクターとしてデビューを飾った。
チームはデビュー戦の2016年開幕戦オーストラリアGPでロマン・グロージャンが6位入賞を飾ってセンセーションを巻き起こし、参戦3年目の2018年シーズンはコンストラクターズランキング5位を記録した。しかし、ハースの成功により、中団以下の他のチームでもワークスサプライヤーからパーツ供給を受けることが常態化していき、ハースは苦戦を強いられるようになっていき、チームは最下位争いに甘んじるようになっていった。
2023年末、シュタイナーはハースと2021年に結んだ3年契約が切れ、契約更新もされなかったことでチーム代表職から退任となった。シュタイナー本人は、オーナーのジーン・ハースから電話一本で『契約を延長しない』と告げられたと述べており、事実上の解任だった。

### 解説者
2024年2月、ドイツのテレビ局・RTLが、同局のF1中継の解説者としてシュタイナーを起用することを発表した。2024年は開幕戦の他数戦で解説を務める予定。なお専属契約ではないため他局への出演も可能で、オーストラリアGPではオーストラリアのネットワーク・テンによる中継に出演する。

## 人物
「Steiner」というドイツ風の姓を持つが、これは出身地がオーストリア、スイスと接する南チロルであるためで、国籍はイタリアである。シュタイナー自身はドイツ語、イタリア語、英語を話す。英語についてはラリーチーム時代に習得したため、言葉遣いが良くないのはそのためだとシュタイナー本人は述べている。
2009年に、カーボン複合材設計・製造するファイバーワークス・コンポジット社を設立し、代表取締役を務めている。

### 人間関係
ラリーやサーキットレースで様々なドライバーと働いているが、中でも最高のドライバーは誰だったかを2016年に問われ、コリン・マクレー（Mスポーツ）だと答え、他の特別だったドライバーとしてはエディ・アーバイン（ジャガー）を挙げ、シュタイナー自身が学ぶところが多かったのはカルロス・サインツ（Mスポーツ）だったと述べている。モータースポーツにおいて特に影響を受けた人物として、マルコム・ウィルソン（Mスポーツ）、ニキ・ラウダ（ジャガー）、サインツ、ジーン・ハースの4名を挙げている。
ステファノ・ドメニカリとは2000年頃に顔見知りとなり、2010年代にシュタイナーがハースのためにエンジンを探していた時にフェラーリに接触した時に仕事上の付き合いが始まり、その後の数年で個人的にも友人関係になっていった。2023年に刊行されたシュタイナーによる初の著書には、ドメニカリが序文を寄せている。
フェラーリ関係者ではマッティア・ビノットとも旧知の仲で、特にハースがF1参戦を計画していた時期にビノットはフェラーリのパワーユニット（PU）部門の責任者だったことで親しくなり、2022年シーズンを扱った『栄光のグランプリ』シーズン5の第1話では、オフシーズンの休暇を共に過ごす友人として共演している。

### 趣味: 自動車レース観戦

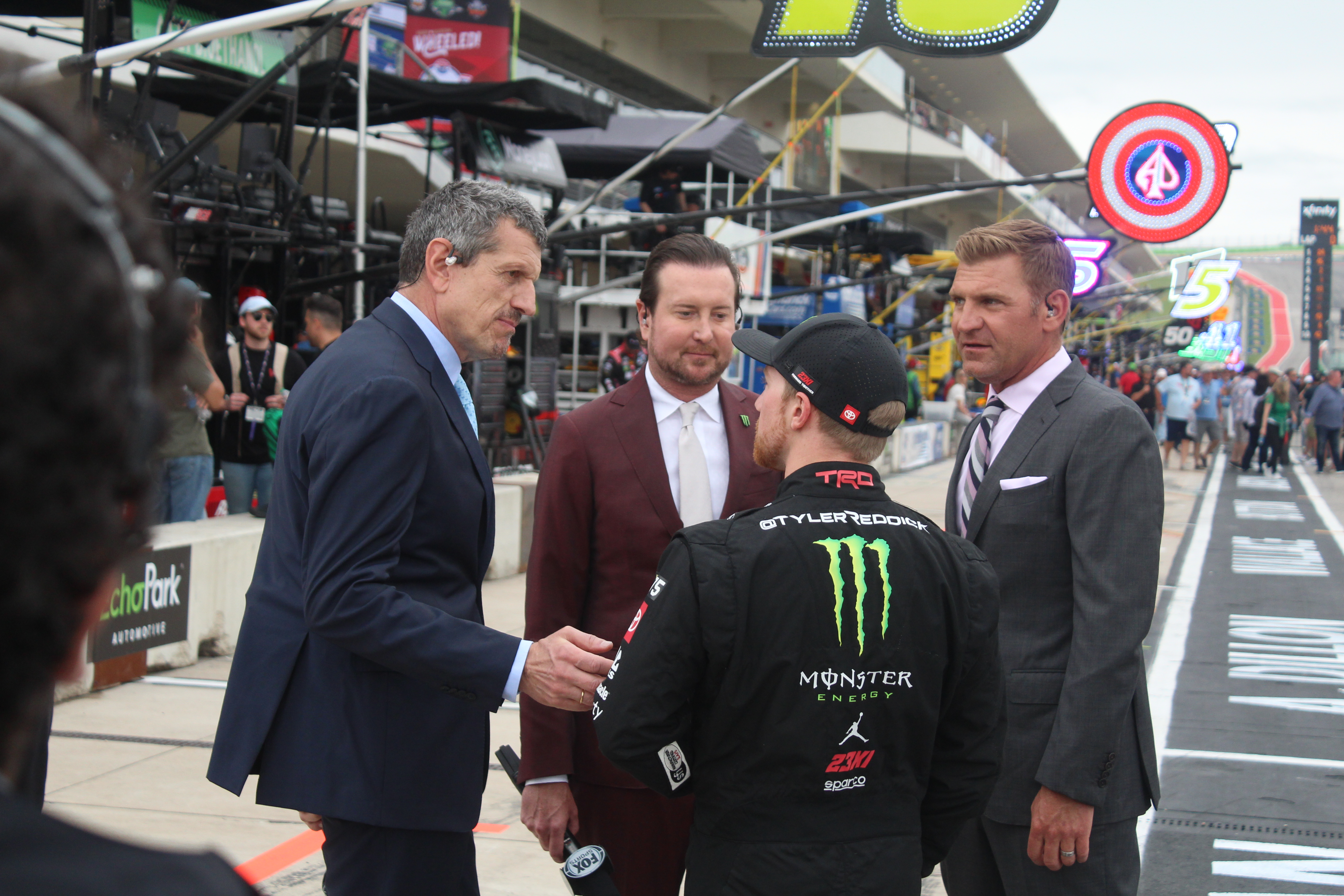
NASCARのレースを訪れた際のシュタイナー（2023年）

仕事として自動車レースに関わっているが、余暇も、自動車レースを現地観戦しに行くのが好きだと述べている。
2020年限りで放出したケビン・マグヌッセンを2022年2月末に急遽チームに呼び戻すことになったが、シュタイナーは同年1月にデイトナ24時間レースを（趣味として）観戦に行っており、その際にチップ・ガナッシ・レーシングから同レースに参戦したマグヌッセンとも再会していた。シュタイナーとしてはこの時に関係を修復できたと考えており、そのことがマグヌッセンの再起用につながった。
2022年2月、シュタイナーはニキータ・マゼピンを放出することを決め、その後任として「経験豊富なドライバー」が必要だと考えていたが、マグヌッセンの再起用というアイデアはジーン・ハースが出したもので、上記の経緯で前月に再会していたシュタイナーもそれを妙案だと考えたという

### 『Drive to Survive』
ハースがF1参戦を始めた2016年からしばらく、シュタイナーはF1のチーム代表の一人だったとはいえ、F1ファンからの注目を特に集めるような存在ではなかった。しかし、2019年にNetflixによる独占配信が始まった『Formula 1: 栄光のグランプリ』（英語: Formula 1: Drive to Survive）では、出演しているF1関係者たちの中でも「主役級」と各メディアから評されるほどに目立つ存在となり、同番組が人気を得たこともあって、非常によく知られた存在となった、
シュタイナー本人はこの番組を視聴しておらず、視聴するつもりもないということを繰り返し述べている。そうしたスタンスであるのは同番組に含むところがあるからというわけではなく、番組を視聴することで、映像の中の自分が気に食わず、自身の行動を変えてしまうことを恐れているためだと述べている。

## 著作
- 『Surviving to Drive』（2023年・Bantam Press）　※頻繁に使う「fucking」という単語が全て「foking」に差し替えられている。